# Großsteingrab Oldhuse
Das Großsteingrab Oldhuse ist eine megalithische Grabanlage der jungsteinzeitlichen Nordgruppe der Trichterbecherkultur im Kirchspiel Uggeløse in der dänischen Kommune Allerød.

## Lage
Das Grab liegt südlich von Lynge Overdrev im Nordteil des Scandinavian Golf Club in einem baumbestandenen Areal nördlich des Oldvej. In der näheren Umgebung gibt bzw. gab es zahlreiche weitere megalithische Grabanlagen.

## Forschungsgeschichte
In den Jahren 1874 und 1890 führten Mitarbeiter des Dänischen Nationalmuseums Dokumentationen der Fundstelle durch.

## Beschreibung
Die Anlage besitzt eine stark gestörte ost-westlich orientierte rechteckige Hügelschüttung mit einer Länge von 25 m, einer Breite von etwa 10 m und einer Höhe von 1,75 m. Von der Umfassung waren um 1890 noch mehrere große Steine erhalten, heute steht noch ein großer Stein im Nordwesten.
Nach einer um 1890 getätigten Aussage des damaligen Grundstücksbesitzers enthielt der Hügel sechs Grabkammern, die alle nord-südlich orientiert waren. Die Maße und der Typ der Kammern sind unbekannt. Es ist auch unklar, ob es sich in allen Fällen um trichterbecherzeitliche Kammern handelte oder um (bronzezeitliche) Nachbestattungen. Archäologisch nachweisbar sind zwei Löcher in der Mitte des Hügels. Sie haben einen Durchmesser von jeweils etwa 5 m und weisen einen nach Süden führenden Gang auf.